# Radmanovo
Radmanovo (en serbe cyrillique : Радманово) est un village de Serbie situé dans la municipalité de Brus, district de Rasina. Au recensement de 2011, il comptait 125 habitants.

## Démographie
| 1948 | 1953 | 1961 | 1971 | 1981 | 1991 | 2002 | 2011 |
| ---- | ---- | ---- | ---- | ---- | ---- | ---- | ---- |
| 146  | 164  | 186  | 182  | 157  | 158  | 132  | 125  |

|  |